# 인크레더블 헐크 (영화)
《인크레더블 헐크》(영어: Incredible Hulk)는 2008년 개봉한 미국의 영화이다. 마블 시네마틱 유니버스를 기반으로 한 두 번째 영화이다.

## 줄거리
버지니아주 컬버 대학교에서 미국 육군 장군 새디어스 로스는 그의 딸 베티의 동료이자 남자친구인 브루스 배너 박사와 만나 로스 본인의 주장에 따르면 인간을 감마선에 면역시키는 실험에 대해 논의한다. 이것은 제2차 세계 대전 시대의 "슈퍼 솔저" 프로그램을 재현하려는 로스의 시도의 일환이었다. 실험은 실패하고 배너는 고수준의 감마선에 노출되어, 분노하거나 심박수가 분당 200회 이상으로 올라가면 헐크로 변신하게 된다. 헐크는 실험실을 파괴하고 장군, 베티, 그리고 밖에 있던 다른 사람들에게 부상을 입힌다. 배너는 헐크를 무기화하려는 로스로부터 도망자가 된다.
5년 후, 배너는 브라질 리우데자네이루의 병 공장에서 일하며 5개월 동안 변신하지 않았다. 그는 요가와 호흡 기술을 훈련하면서 "미스터 블루"라는 인터넷 사용자와 익명으로 협력하여 자신의 상태를 치료할 방법을 찾고 있었다. 배너가 실수로 손가락을 베자 그의 피 한 방울이 탄산음료 병에 떨어졌고, 이 음료는 결국 위스콘신주 밀워키에 사는 한 노인 소비자가 마시게 되어 감마병에 걸린다. 이 병을 이용하여 배너를 추적한 로스는 에밀 블론스키가 이끄는 특수부대를 보내 그를 체포하려 한다. 배너는 헐크로 변신하여 블론스키의 팀을 물리치지만 블론스키는 살아남는다. 로스가 배너가 어떻게 헐크가 되었는지 설명한 후, 블론스키는 비슷한 혈청을 주사받는 데 동의하고 강화된 속도, 힘, 민첩성을 얻는다.
배너는 컬버 대학교로 돌아가 베티와 재회한다. 베티의 새로운 남자친구인 레너드 샘슨 박사는 로스에게 연락하고, 로스는 곧 그의 병력과 블론스키를 데리고 도착한다. 그들은 대학교에서 배너를 공격하고 그는 다시 헐크로 변신한다. 혈청으로 인해 판단력이 손상된 블론스키는 헐크를 공격하고 조롱한다. 헐크는 블론스키에게 심한 부상을 입히지만, 혈청 덕분에 그는 빠르게 회복된다. 베티는 군의 발포에 거의 죽을 뻔하고 헐크에 의해 구출되며, 헐크는 베티와 함께 도망친 후 결국 배너로 돌아온다. 두 사람은 도망치고, 배너는 미스터 블루에게 연락하여 뉴욕 시에서 만나자고 촉구한다. 미스터 블루는 세포 생물학자 새뮤얼 스턴스 박사로, 그는 배너의 상태에 대한 가능한 해독제를 개발했다. 겉으로는 성공적인 실험 후, 그는 배너에게 해독제가 초기 변신만 되돌릴 수 있다고 경고한다. 스턴스는 배너가 브라질에서 보낸 혈액 샘플을 합성하여 대량의 공급품으로 만들었으며, 그 "무한한 잠재력"을 의학에 적용하고 싶다고 밝힌다. 헐크의 힘이 잘못된 손에 들어갈 것을 두려워한 배너는 이 공급품을 파괴하기를 원한다.
블론스키와 로스의 병력은 배너를 구금한다. 배너와 베티가 헬리콥터로 이송되는 동안 블론스키는 뒤에 남아 스턴스에게 헐크의 힘을 탐내며 배너의 피를 자신에게 주사하라고 명령한다. 이 실험으로 블론스키는 어보미네이션으로 돌연변이화되는데, 이는 헐크를 능가하는 크기와 힘을 가진 괴물이다. 그는 스턴스를 공격하고, 스턴스는 이마의 상처에 배너의 피가 묻어 자신도 변이를 시작한다. 어보미네이션은 할렘을 휩쓴다. 헐크만이 어보미네이션을 막을 수 있다는 것을 깨달은 배너는 로스에게 자신을 풀어달라고 설득한다. 그는 로스의 헬리콥터에서 뛰어내려 땅에 착지한 후 변신한다. 헐크는 사슬로 어보미네이션을 거의 목 졸라 죽일 뻔하여 물리치지만, 베티의 간청을 듣고 그의 목숨을 살려준다. 헐크는 어보미네이션을 로스와 그의 병력에게 체포하도록 남겨두고 뉴욕을 떠난다.
한 달 후, 배너는 벨라 쿨라, 브리티시컬럼비아주에 있으며 통제된 방식으로 변신하는 것을 연습한다. 얼마 후, 토니 스타크가 바에서 로스에게 접근하여 팀이 구성되고 있다고 알린다.

## 출연
- 에드워드 노턴 - 브루스 배너 / 헐크
  - 루 퍼리그노 - 헐크 목소리
- 리브 타일러 - 베티 로스
- 팀 로스 - 에밀 블론스키 / 어보미네이션
- 팀 블레이크 넬슨 - 새뮤얼 스턴스
- 타이 버렐 - 레너드 샘슨
- 윌리엄 허트 - 새디어스 "선더볼트" 로스
- 크리스티나 캐벗 - 캐슬린 스파 소령
- 로버트 다우니 주니어(카메오) - 토니 스타크
- 스탠 리 - 카메오
- 마이클 K. 윌리엄스
- 폴 솔스 - 스탠 리
- 빌 빅스비
- 힉슨 그레이시
- 피터 멘사 - 조 겔러 장군
- 마틴 스타
- P. J. 커 - 짐 윌슨
- 니컬러스 레이스 - 잭 맥기
- 데보라 나시멘투 - 마치냐